# Пропала грамота (гурт)
«Пропа́ла Гра́мота» — український рок-гурт з Кам'янця-Подільського. Заснований у 1998 році. У їхній музиці змішані рок, фанк, фольк та інші стилі.

## Історія
- 1998  — 1-е місце відбіркового обласного конкурсу «Червона Рута» (Хмельницький)
- 1999 — дипломанти конкурсу «Червона Рута -99» (Дніпропетровськ)
- літо 1999  — пісня «Ганка» стає лідером «Гарячої десятки» на «Радіо Промінь» та входить до кількох збірок «Драйвомір» та першу розсилку від ФДР-радіоцентр
- осінь 1999 року — гурт у зміненому складі виборює 1-е місце на відбірковому конкурсі акустичної музики «Срібна Підкова» (Хмельницький)
- травень 2000 — гурт посідає 1-ше місце у всеукраїнському конкурсі акустичної музики «Срібна Підкова» (Львів)
- 2001 — гурт виборює звання дипломантів у всеукраїнському конкурсі «Червона Рута»
- 2002—2003 — виступи на літературно-мистецьких перфоменсах в Києві та по Україні
- весна 2003 — участь у програмі каналу ТЕТ, гуртом зініційована акція «Тулумбас», що пройшла у Кам'янці-Подільському, Києві та кількох ЗВО.
- 2004 — участь у фестивалі етнічної музики та ленд-арту «Шешори»
- 2004 — виступи на майданчиках Помаранчевої революції
- 2005 — вихід диску «МИ Є» з піснею «Пропалої грамоти» «Лежиш во гробі»
- 2006 — участь у фестивалі «Етноеволюція»
- 2006 — участь у фестивалі «Шешори-2006»
- 2006 — вересень участь у фестивалі «Терра Героїка»
- 2006 — кавер гурту на пісню «Змія» увійшов до триб'юту гурту «Вій»
- 2007 — клубні виступи гурту в Харкові, Донецьку, Києві
- 2007 (квітень) — виступ на фестивалі «Етноеволюція»
- 2007 (травень) — участь в акції «Були деньки» в Москві спільно з «ВВ» та «Гуцул Каліпсо»
- 2009 — вихід другої платівки — «Гонор».

## Склад
- Павло Нечитайло — гітара, спів
- Сергій Белінський — гітара
- Костянтин Бушинський — барабани до 2010 року

з лютого 2010 за барабанами Володимир Муляр, періодично з гуртом виступав Олексій Биков
- Олег Олійник — мриданги (традиційні індійські двосторонні циліндричні барабани), танці
- Олександр Омельченко — бас-гітара

## Дискографія
- Цейво (2007, Наш Формат)
- Гонор (2009, Taras Bulba Entertainment)
- Чудернацька сила (2010, LipkyZvukozapys)

## Інше
У грудні 2009 Павло Нечитайло разом із вокалісткою ЧЕЧЕ Яною Шпачинською створили гурт Zapaska.